# Sipunculus polymyotus
Sipunculus polymyotus är en stjärnmaskart som beskrevs av Fisher 1947. Sipunculus polymyotus ingår i släktet Sipunculus och familjen Sipunculidae. Inga underarter finns listade i Catalogue of Life.